# سیلوان شالوم
سیلوان شالوم (عبری: ציון סילבן שלום‎؛ زادهٔ ۴ اوت ۱۹۵۸) سیاست‌مدار اهل اسرائیل است. او بین سال‌های ۱۹۹۲ تا ۲۰۱۵ به عنوان عضو کنست از حزب لیکود خدمت کرد. او چندین سمت برجسته وزارتی، از جمله معاون نخست‌وزیر و وزیر کشور را بر عهده داشت. او در ۲۴ دسامبر ۲۰۱۵ به دنبال اتهامات آزار جنسی استعفا داد. بعداً، دادستان کل این تحقیقات را مختومه اعلام کرد و گفت که این ادعاها بی‌اساس بوده‌اند.